# Greenfield (Kalifornia)
Greenfield – miasto w Stanach Zjednoczonych, w stanie Kalifornia, w hrabstwie Monterey.